# Ponte Ferroviária do Alviela
A Ponte Ferroviária do Alviela, originalmente denominada de Alviella, é uma ponte metálica que transporta a Linha do Norte sobre o Rio Alviela, junto a São Vicente do Paul, em Portugal.

## História
Esta estrutura insere-se no troço entre Santarém e Entroncamento da Linha do Norte, que entrou ao serviço em 7 de Novembro de 1862.
Em 1897, esta ponte já tinha sido renovada pela Companhia dos Caminhos de Ferro Portugueses.